# 角田紀子
角田 紀子（つのだ のりこ、1970年9月17日 - ）は、日本の女性元プロボクサー・キックボクサー・シュートボクサーである。神奈川県川崎市出身。白井・具志堅スポーツジム所属。プロボクサー時代のリングネームは平仮名の「つのだ のりこ」、キックボクサー時代は「NORIKO」。第3代OPBF東洋太平洋女子スーパーフライ級王者。一児の母。
キックボクサー時代にムエタイ4冠を達成した後、41歳でボクシングに転向し、日本人最年長東洋太平洋女子王者となった。

## 人物

### キックボクサー時代
- 高校中退後、たまたま見たビデオでシュートボクシングを知り、シーザージムに入門。1993年9月にプロデビュー。
- 結婚後、長男出産のため数年間休むが、その後キックボクシング・ムエタイに転向。リングネーム「NORIKO」を名乗る。
- オーソドックスのインファイターである。
- 真っ向からの撃ち合い勝負が信条のため、試合が盛り上がることが多く、海外のプロモーターに好評で海外の試合の方が多い。
- 試合がないとタイのバービアなどで飛び入りし合いに出ることがある。
- これまでに4つのタイトルを獲得したが、防衛戦は行ったことがない。
- 2002年には総合格闘技に参戦。2戦1勝1敗。
- 2003年3月14日にJWBCでボクシング初挑戦。ミサコ山崎を判定で退ける。
- 2003年12月26日、タイ フューチャーパーク ランシット屋外特設リングにおいてヌアシア・チョー・インスワンを判定3-0で下し、インターナショナル女子ムエタイスーパーフライ級王者になる。
- 2005年に一度引退するが、2006年復帰。2007年離婚[2]。

### プロボクサー転向
- キック時代よりボクシングトレーナー野木丈司の元で練習を行い（その間、猪崎かずみとスパーリングを行ったこともある）、2010年に野木の所属先白井・具志堅スポーツジムでボクシングに本格転向。ただし年齢制限のためJBCプロテストは受験できず、タイをボクシングの拠点とする。リングネームは「ノリコ・シライ・グシケンジム」。7月30日に7年ぶりのボクシングルールをWBO女子王者ティラポン・パンミニッ相手に行い判定負け。
- 2010年10月22日、ホンファー・トー・ブワマーッが持つWIBAインターナショナルフライ級王座に挑戦するが、敗退。
- 2011年5月19日、後楽園ホールでの「ボクシングの日」にてカイ・ジョンソンとのプロトライアルマッチで準公式試合ながらボクシング転向後国内初試合。6回戦の相手に3-0判定勝利で飾る。
- 2011年7月29日、ルーククワン・シップラチャーを1回TKOで降し転向後初勝利。
- 2012年、特例が適用され、厳しいメディカルチェックをパスした上でJBCボクサーライセンスを取得[3]。日本プロボクシングにおいて櫻田由樹に次いで2番目の年長選手となる。
- 2012年4月4日、天海ツナミの持つ世界王座挑戦経験のあるペッチサイルーン・ルックサイコンディンを相手にJBC公式戦デビュー。JWBCからの継続を除き最年長となる41歳のデビューを2回58秒TKO勝利で飾った[4]。
- 2012年7月9日、WBA女子世界スーパーフライ級タイトルマッチ、天海ツナミVS山口直子のアンダーカードとしてチュタポーン・プラディッサンとの6回戦に5回TKO勝利。JBCライセンス取得前から通算すると4連続KO勝利となる。
- 2012年11月12日、山口直子が返上したOPBF東洋太平洋女子スーパーフライ級王座決定戦として稲元真理と対戦。3-0の判定で勝利し、8日前にOPBF王座を奪取した東郷理代、さらに西澤ヨシノリをも抜き42歳1ヶ月での男女通じて当時日本人最年長東洋太平洋タイトル奪取となった（JBC公認タイトル奪取記録としては2014年5月17日にWBO女子世界アトム級王座を奪取した池山直によって更新されており、東洋太平洋王座奪取録も2024年4月6日にスーパーミドル級王座を奪取した野中悠樹に更新されている）[5]。
- 2013年4月10日、川西友子相手に初防衛戦を行うが、4度倒され4回40秒TKO負けで初防衛に失敗[6]。試合後に引退勧告を受ける[7]。
- 2013年7月22日、引退セレモニーとして先に引退した元世界王者富樫直美とエキシビションを行った[8][9]。
- 2013年11月16日、中国・杭州で1試合限定復帰。羅玉潔に判定負け。引退後も未練を残したままだったため海外での復帰を模索した上での試合だったが、これを最後に完全引退。キック時代を含め20年に及ぶ格闘技人生に幕を下ろした。

### 引退後
- 2019年8月15日、ボクサー時代のトレーナーだった野木丈司と再婚[10][11]。

## 獲得タイトル
ムエタイ
- 2001年11月 - WMCアジアフライ級王座
- 2002年10月 - ランティナーン・モエ・クワンスタジアム王座
- 2003年12月 - インターナショナル女子ムエタイスーパーフライ級王座
- 2007年3月 - WMCインターコンチネンタルバンタム級王座

ボクシング
- 2012年11月 - OPBF東洋太平洋女子スーパーフライ級王座

## 戦績

### キックボクシング
| 勝敗 | 対戦相手                       | 試合結果                 | 大会名                                                              | 開催年月日     |
| ○    | ペップラドゥ・シックルーロー   | 判定                     | タイ バンコク                                                       | 2009年3月1日   |
| ×    | キャロル・フルーリー           | 判定                     | スイス                                                              | 2008年5月      |
| ×    | エミリー・バーデン             | 3分5R終了 判定0-3        | MUAY THAY MAYHEM-11 in NY                                           | 2008年3月6日   |
| △    | シルビア・ヴァリシェリ         | 3分3R終了 判定1-0        | WPKC公認3分3R イタリア パドゥヴァ                                   | 2007年11月23日 |
| ○    | ウェンディー・ミランダ         | 3分5R終了 判定3-0        | WMCインターコンチネンタルバンタム級タイトルマッチ                   | 2007年3月23日  |
| ×    | タイ人                         | 2分3R終了 判定0-3        | S-1女子バンタム級8人トーナメント                                    | 2006年8月11日  |
| ×    | カリオピ・ゲイツィドゥ         | 3分5R終了 判定0-3        | バンタム級 イタリア ジェノヴァ                                      | 2004年11月     |
| ○    | スパッチャー・ルークシーヤーン | 4R KO                    | 54kg契約 タイ ローイエット                                          | 2004年9月      |
| ○    | カリオピ・ゲイツィドウ         | 3分5R終了 判定2-0        | 54kg契約 Girls SHOCK V                                              | 2004年6月27日  |
| △    | カリオピ・ゲイツィドウ         | 3分5R終了 判定0-0        | 54kg契約 イタリア                                                   | 2004年2月      |
| ○    | ヌアンシアン・チョーインスワン | 3分5R終了 判定3-0        | インターナショナル女子ムエタイスーパーフライ級タイトルマッチ        | 2003年12月26日 |
| ○    | ニットノーイ・シットヘンキィア | 2R 1:34 KO（パンチ連打） | MUAY THAI CHALLENGE M-1                                             | 2003年11月2日  |
| ○    | ジェット・イズミ               | 2分5R終了 判定3-0        | 全日本キックボクシング連盟「GIRLS STANDING FIGHT - Girls SHOCK II」 | 2003年9月7日   |
| ×    | 早千予                         | 4R終了 判定0-3           | マーシャルアーツ日本キックボクシング連盟「COMBAT-2000 王道II」      | 2000年9月3日   |
| ×    | RYU GYOKULI                    | 3R終了 判定0-2           | SHOOTBOXING INVADE 立技総合格闘技・大侵略活劇                       | 2000年1月24日  |
| △    | ジェット・イズミ               | 5R終了 判定0-0           | J-NETWORK「KICK the KICK 1999-Stage3」                              | 1999年10月14日 |

### 総合格闘技
| 総合格闘技 戦績 | 総合格闘技 戦績 | 総合格闘技 戦績 | 総合格闘技 戦績 | 総合格闘技 戦績 | 総合格闘技 戦績 | 総合格闘技 戦績 |
| --------------- | --------------- | --------------- | --------------- | --------------- | --------------- | --------------- |
| 2 試合          | (T)KO           | 一本            | 判定            | その他          | 引き分け        | 無効試合        |
| 1 勝            | 0               | 0               | 1               | 0               | 0               | 0               |
| 1 敗            | 0               | 1               | 0               | 0               | 0               | 0               |

| 勝敗 | 対戦相手 | 試合結果                 | 大会名                                             | 開催年月日    |
| ×    | 辻結花   | 1R 1:12 腕ひしぎ十字固め | SMACKGIRL 〜Dynamic! LAST SUMMER FOREVER in 有明〜 | 2002年9月1日  |
| ○    | 岡裕美   | 5分2R終了 判定3-0        | AX Vol.4                                           | 2002年6月26日 |

### ボクシング
- プロボクシング:10戦 6勝 4KO 4敗

| 戦           | 日付           | 勝敗 | 時間    | 内容    | 対戦相手                               | 国籍 | 備考                                         |
| ------------ | -------------- | ---- | ------- | ------- | -------------------------------------- | ---- | -------------------------------------------- |
| 1            | 2003年3月14日  | ☆    | 6R      | 判定3-0 | ミサコ山崎(岩井)                       | 日本 | プロデビュー戦                               |
| 2            | 2010年7月30日  | ★    | 6R      | 判定    | ティラポン・パンニミッ                 | タイ |                                              |
| 3            | 2010年10月22日 | ★    | 10R     | 判定0-3 | ホンファー・トー・ブワマーッ           | タイ | WIBAインターナショナルフライ級タイトルマッチ |
| 4            | 2011年7月29日  | ☆    | 1R 1:25 | TKO     | ルーククワン・シップラチャー           | タイ |                                              |
| 5            | 2011年12月6日  | ☆    | 1R 1:46 | TKO     | ドゥワンチャイ・シップラチャー         | タイ |                                              |
| 6            | 2012年4月4日   | ☆    | 2R 0:58 | TKO     | ペッサイルーン・ルークサーイゴンディン | タイ | JBCデビュー                                  |
| 7            | 2012年7月9日   | ☆    | 5R 1:59 | TKO     | チュタポーン・プラディッサン           | タイ |                                              |
| 8            | 2012年11月12日 | ☆    | 8R      | 判定3-0 | 稲元真理(熊谷コサカ)                   | 日本 | OPBF女子スーパーフライ級王座決定戦           |
| 9            | 2013年3月10日  | ★    | 4R 0:40 | TKO     | 川西友子(大阪帝拳)                     | 日本 | OPBF女子スーパーフライ級防衛戦               |
| 10           | 2013年11月16日 | ★    | 6R      | 判定0-3 | 羅玉潔                                 | 中国 |                                              |
| テンプレート |                |      |         |         |                                        |      |                                              |